# OneFootball

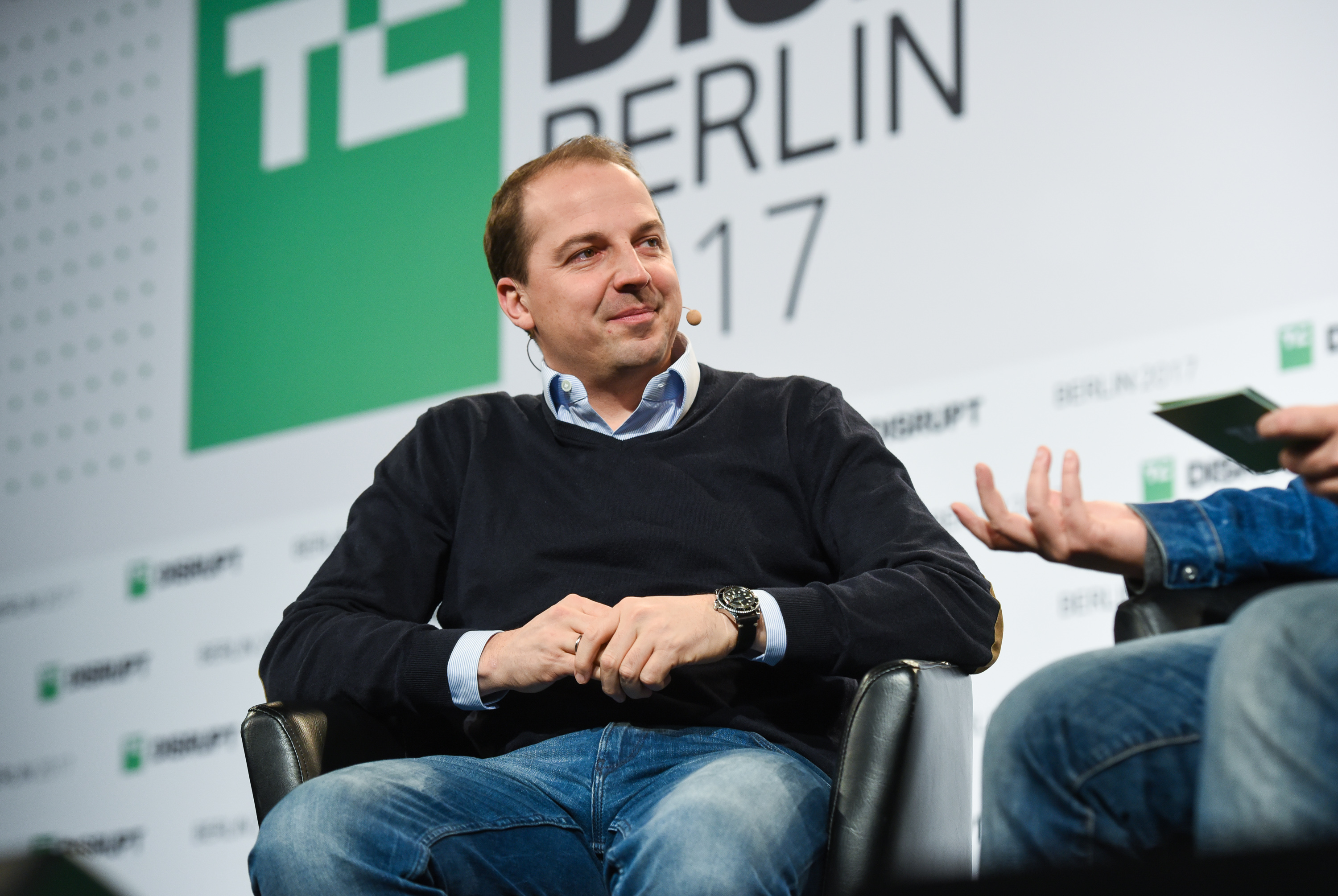
OneFootball-Gründer Lucas von Cranach bei der TechCrunch Disrupt Berlin 2017

OneFootball ist eine Fußball-App, die Live-Ergebnisse, Statistiken und Nachrichten aus 200 Ligen in 12 verschiedenen Sprachen bietet. Sie wird vom gleichnamigen Fußballmedienunternehmen mit Sitz in Berlin betrieben.

## Geschichte
Die App wurde 2008 unter dem Namen Motain von Lucas von Cranach in Bochum geschaffen. Sie war eine der ersten 1000 Apps im Apple App Store.
Im Jahr 2019 ging OneFootball eine Partnerschaft mit Eleven Sports ein, um in Großbritannien Livestreaming-Rechte für die spanische  La Liga zu sichern. Zudem kooperierte das Unternehmen mit Sky, um Spiele der 2. Bundesliga und DFB-Pokal zu übertragen. Spiele sind auf Pay-per-View Basis erhältlich. OneFootball hat auch eine Partnerschaft mit Snapchat und streamt dort unter „Shows“.
Im Jahr 2020 kaufte OneFootball das Videoforum Dugout. Im Gespräch mit Bloomberg sagte OneFootball-CEO Lucas von Cranach, dieser Schritt werde dem gesamten Fußball-Ökosystem zugutekommen, da Vereine, Verbände und Ligen ihre Zuschauerreichweite erhöhen könnten.
2022 wurden durch eine Sublizenz sämtliche Spiele des Afrika-Cup 2022 bei OneFootball im kostenlosen Livestream übertragen.
2023 zog sich OneFootball-Gründer Lucas von Cranach als CEO zurück.
OneFootball wirbt um Anzeigenkunden u. a. mit der Aussage "keine nutzergenerierten Inhalte" und "erhöhter Einblick in die Daten".

## Anbieter
Anbieter der App ist OneFootball (Eigenschreibweise ONEFOOTBALL), ein in Deutschland ansässiges Fußballmedienunternehmen. Der Umsatz stieg von 11,5 Mio. Euro im Jahr 2019 auf 14,5 Mio. Euro im Jahr 2020.
Seit 2020 sind 10 Fußballvereine, darunter der FC Bayern München, FC Barcelona, Real Madrid und FC Liverpool sowie Adidas Gesellschafter von OneFootball. Im Mai 2022 sammelte Onefootball 300 Millionen Euro Risikokapital (von u. a. Liberty City Ventures, Animoca Brands und Dapper Labs) zu einer Firmenbewertung von einer Milliarde Euro ein; und gilt somit als Unicorn.
OneFootball hatte 2022 weltweit 100 Millionen aktive Nutzer.
Nach mehreren Jahren voller Skandale wird das Unternehmen nicht mehr als Einhorn betrachtet, mit einer Marktkapitalisierung, die laut Experten mindestens um das Vierfache gesunken ist.